# 孝純太后

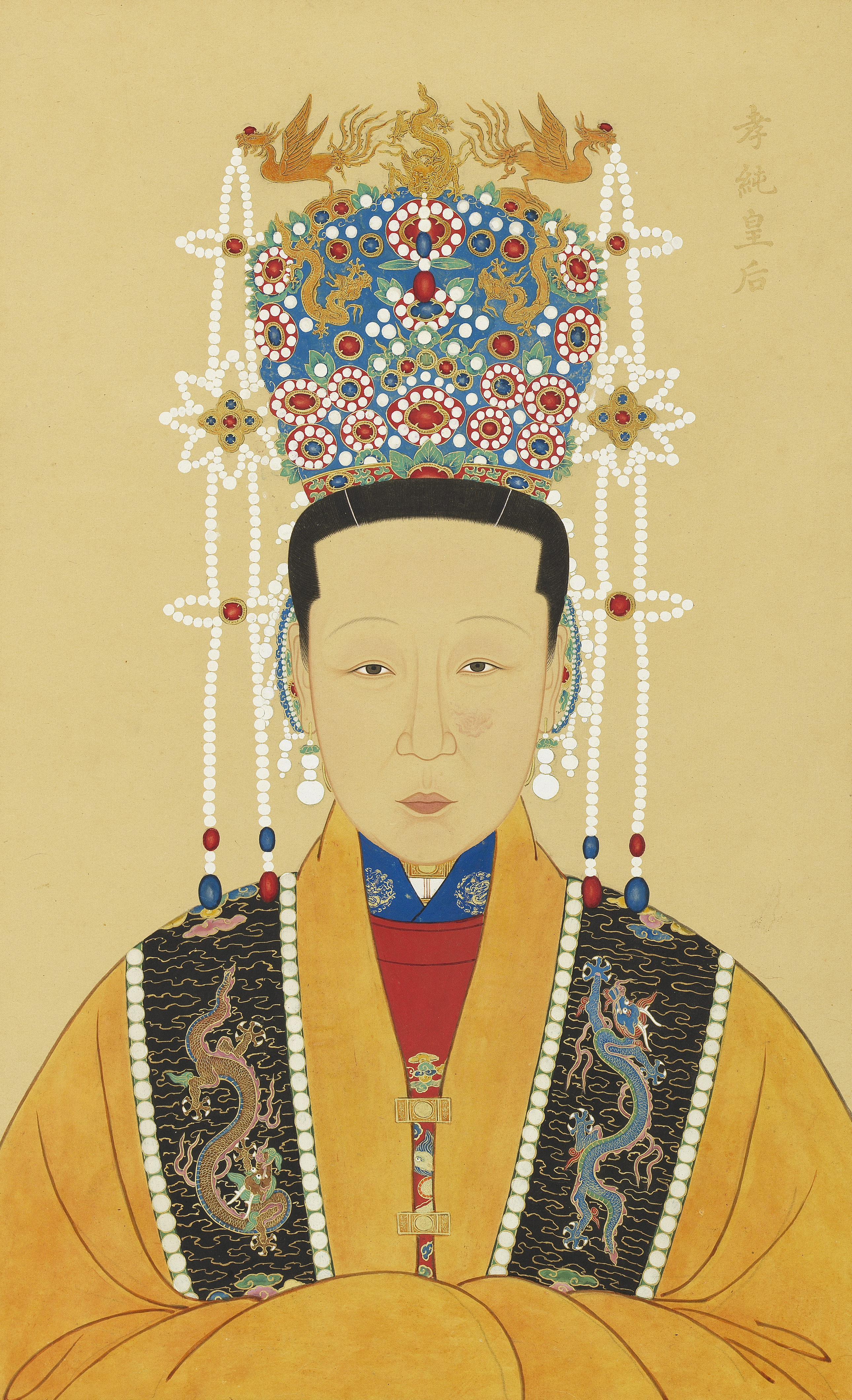
孝純太后劉氏

孝純太后（こうじゅんたいごう、万暦21年9月15日（1593年10月9日） - 万暦42年7月24日（1614年8月28日））は、明の泰昌帝の皇太子時代の側室で崇禎帝の母。姓は劉氏。

## 経歴
淮安府海州の庶民の劉応元と徐氏のあいだの娘として万暦21年（1593年）に生まれる。万暦年間、太子朱常洛（後の泰昌帝）の邸に入り、淑女（皇子の側女）となった。万暦38年12月24日（1611年2月6日）、朱由検（後の崇禎帝）を産んだ。
万暦42年（1614年）、太子に憎まれ、体罰を受けて急死した。太子は父の万暦帝による自身への懲罰を恐れ、死体を密かに金山へ葬った。

## 死後
天啓2年（1622年）8月、朱由検は信王に封ぜられ、劉氏は賢妃に追尊された。
朱由検（崇禎帝）が即位すると、孝純恭懿淑穆荘静毗天毓聖皇太后の諡号を贈られて追尊され、泰昌帝の陵に改葬された。後年、国事のストレスにさいなまれた崇禎帝は、実母への強い懐旧の念を抱いた。そこで、傅懿妃・郭定嬪らの助けも得て、劉氏の肖像を描かせた。また、劉氏を「智上菩薩」と称して泰山の長椿寺に祀った。すぐ後に明が滅亡して祭祀は廃絶されたが、肖像は残された。

## 伝記資料
- 『明熹宗実録』
- 『崇禎長編』